# Rhipidarctia unicolor
Rhipidarctia unicolor là một loài bướm đêm thuộc phân họ Arctiinae, họ Erebidae.